# Neoplan Megaliner
Neoplan Megaliner (рус. Неоплан Мегалайнер) — серия двухэтажных туристических четырёхосных автобусов, выпускавшихся компанией Neoplan с 1983 по 2000 годы.

## Описание

### Технические характеристики
Рейтинг безопасности автобуса оценён на 5 звёзд. Полная масса составляет 29 тонн.
Автобус имеет четыре оси. Первые две и одна задняя — поворотные. Такая компоновка у автобуса, с учётом 24-тонной массы без пассажиров.
В салоне автобуса присутствует одна или две лестницы для подъёма на второй этаж. В салоне присутствуют телевизоры.
На втором этаже может присутствовать место для приёма пищи.

### Преимущества
- кресла могут заменяться и устанавливаться друг напротив друга;
- устанавливаются большие журнальные столики, на которых можно держать вещи;
- расстояние между креслами большое и комфортное;
- при установке одинарных кресел проход становится шире и удобнее;
- большая высота автобуса делает невозможной тесноту пассажиров на обоих этажах даже при переполнении;
- на обоих этажах могут размещаться туалет, кухня, телевизоры и барные стойки;
- прочные тонированные стёкла уменьшают шум до 15—30 децибел;
- пневматическая подвеска позволяет плавно двигаться на любой скорости;
- присутствуют антиблокировочная и антипробуксовочная системы движения;
- габариты автобуса дают возможность увеличить вместимость багажного отсека до 16м3;
- без перезаправки автобус может двигаться 1200—1500 километров при скорости 70—80 км/ч.